# Gran Bretagna agli VIII Giochi olimpici invernali
La Gran Bretagna partecipò agli VIII Giochi olimpici invernali, svoltisi a Squaw Valley, Stati Uniti, dal 18 al 28 febbraio 1960, con una delegazione di 17 atleti impegnati in cinque discipline.